# Igelpark
Der Igelpark ist eine Grünfläche im Stadtteil Wittorf der schleswig-holsteinischen Stadt Neumünster. Die Parkanlage ist ein ca. 600 Meter langer Weg entlang des Wührenbeks und ist ca. 1,3 Hektar groß. Der Name wurde vom parallel verlaufenden Igelweg übernommen.